# Glyphonyx quietus
Glyphonyx quietus là một loài bọ cánh cứng trong họ Elateridae. Loài này được Say miêu tả khoa học năm 1839.